# Volvo B10BLE
Volvo B10BLE — серия городских коммерческих низкопольных автобусов большой вместимости производства Volvo Bussar, серийно выпускавшихся в период с 1993 по 2004 год. 

## История
Первые прототипы появились в 1992 году, но массовое производство началось в 1993 году, параллельно с B10B. Шасси было популярно в Австралии, Скандинавии и Великобритании. Двигатель был установлен сзади. Volvo B10BLE стал преемником городского коммерческого автобуса B10B и был использован в качестве основы одноэтажных автобусов по всему миру. За всю историю производства на B10BLE ставили дизельные или газовые двигатели Volvo TH (буквы D и H обозначали дизельное или газомоторное топливо). Топливные баки были расположены на крыше.
В 2001 году дизельные модели были вытеснены с конвейера моделями B7RLE и B12BLE, в то время как газомоторные модели производились до 2004 года. В США B10BLE должны были вытеснить с конвейера B7L, однако из-за недостаточной популярности его вытеснили с конвейера B7RLE.

## Особенности
Volvo B10BLE оснащён двигателем Volvo DH10A рабочим объёмом 9600 см3. Это рядный шестицилиндровый четырёхтактный дизельный двигатель с турбонагнетателем и промежуточным охладителем. В этом двигателе использовалась система с сухим картером из-за того, что он был установлен горизонтально. Мощность двигателя составляет 245 или 285 л. с. (183 или 213 кВт). Двигатель соответствует нормам по выбросам Евро-2.
Название шасси расшифровывается как:
- B - автобус.
- 10 - объём бака.
- B - заднемоторная компоновка.
- LE - низкий пол.

В качестве опции доступен двигатель Volvo серии GH10 (GH10A, GH10B, GH10C) экологического стандарта Евро-4, работающий на газомоторном топливе.